# Cabaret (kleinkunst)

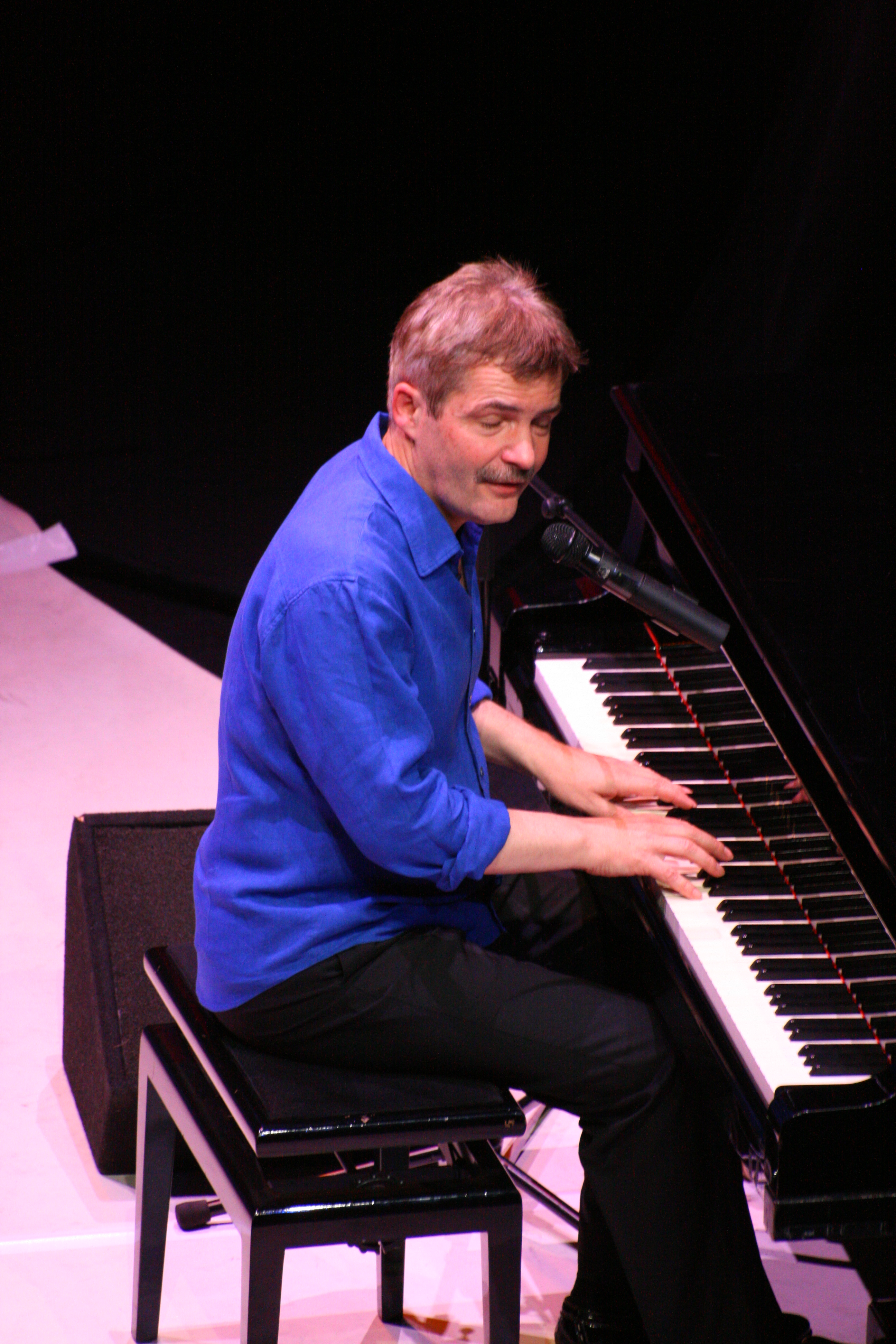
De Nederlandse cabaretier Herman Finkers tijdens een van zijn voorstellingen

Cabaret (uit het Frans, van Middelnederlands "cambret", van Oudfrans "camberete", diminutief van "cambre" (“chamber”), van Latijns "camera", van Oudgrieks "καμάρα" (kamara, "gewelfde kamer")) is een vorm van podiumkunsten die vaak bestaat uit een combinatie van komedie, zang, dans, poëzie en theater. Iemand die aan cabaret doet noemt men een cabaretier (man) of cabaretière (vrouw). Cabaret wordt meestal opgevoerd in theaters, maar men kan het ook aantreffen in bijvoorbeeld nachtclubs en op radio en tv.

## Geschiedenis
Cabaret was oorspronkelijk een term ter aanduiding van een 'kroeg', die echter geleidelijk een gunstigere klank kreeg. In 1881 opende de literair-muzikale Club des Hydropathes op Montmartre de sociëteit Le Chat Noir, een gebeurtenis die geldt als de geboorte van het cabaret litéraire of artistique. 
De leden exposeerden eigen werk of droegen het voor en discussieerden. Grote aandacht trokken vooral de chansons van en door Aristide Bruant, Jouy, Macnab en anderen — meestal doortrokken van spot en aanklacht.
In essentie was het hedendaagse cabaret daar al aanwezig. Naar de vorm wijzigde het zich in de loop der jaren tot cabaret-theater. 
De tweede bloei van het Franse cabaret brak door na 1945 dankzij een weelde aan talent, schrijvend en uitvoerend. Saint-Germain-des-Prés was het centrum. Tot de grootste verschijningen behoren het gezelschap Grenier-Hussenot (theater), de Frères Jacques (zang en mime) en de groep van Yves Joly (spel van voorwerpen).

## Soorten cabaret
In de serie De wortels van het kwaad, een twaalfdelige serie over het Nederlandse cabaret, werden tien soorten cabaret onderscheiden. Dit zijn echter gekunstelde scheidslijnen; cabaretvoorstellingen zijn dikwijls een samenstelling van elementen uit de verschillende soorten.
Het studentikoze barkrukkencabaretDeze vorm ontstond rond 1960 in studentenkringen. Don Quishocking en Kabaret Ivo de Wijs zijn hier voorbeelden van. Doordat het enige decor drie of vier barkrukken zijn, komt de nadruk meer op de inhoud te liggen, die volgens Ivo de Wijs "lichtelijk ongegeneerd" wordt genoemd.
Het literaire cabaretHier ontbreken zelfs de barkrukken: alle vormen van aankleding worden zeer summier toegepast. Deze vorm van cabaret wordt chic genoemd of elitair. In 1972 werd het door een recensent omschreven als "beschaafd amusement". Hoewel het vernuftig gebruik van de Nederlandse taal in vrijwel iedere cabaretvorm belangrijk is, ligt daar bij het literaire cabaret de nadruk op, misschien zelfs meer dan op de humor. Voorbeelden hiervan zijn Cabaret Pepijn en Lurelei.
Het chaoscabaretVoorbeelden van het zogenoemde chaoscabaret zijn Brigitte Kaandorp en Bert Visscher. Het chaoscabaret is een combinatie van verhalend cabaret en visueel spektakel.
Het themacabaretIn dit cabaret is er sprake van een thema dat als een rode draad door de voorstelling loopt, waardoor deze een kop en een staart heeft. Voorbeelden hiervan zijn Youp van 't Hek en Seth Gaaikema.
Het fysieke cabaretDeze vorm werd door Waardenberg en De Jong geïntroduceerd. De tekst is hier van ondergeschikt belang. De cabaretiers maken gebruik van hun lichaam.
Het typetjescabaretDe cabaretier vertelt absurde verhaaltjes en speelt idiote typetjes.  Voorbeelden hiervan zijn Toon Hermans, Urbanus, Najib Amhali, Bert Visscher, André van Duin, Tineke Schouten.
Het televisiecabaretDeze vorm werd door de VARA en de VPRO ontwikkeld. Het televisiecabaret vindt niet in het theater plaats, maar wordt opgenomen in de studio, zodat er gebruik kan worden gemaakt van montage en dergelijke. Nestors in het genre zijn Kees van Kooten en Wim de Bie. Een ander voorbeeld is Jiskefet.
De vernieuwersDe vernieuwers zijn de cabaretiers die de grenzen van het cabaret verleggen. Wie de vernieuwers zijn, verschilt per tijd. Hans Teeuwen was ooit een vernieuwer, De Vliegende Panters, en later Micha Wertheim.
Stand-upcomedyVergeleken met het Nederlandse cabaret is het theatrale element bij stand-upcomedy beperkt. In plaats van langere nummers en muzikale onderdelen bestaat het slechts uit korte humoristische anekdotes. Voorbeelden: Raoul Heertje, Jörgen Raymann.
Cabaret op maatDe cabaretier is te gast bij een overheid, instelling, of bedrijf en richt zijn satire op het onderwerp ter plekke.